# میکل دمگا
میکل دمگا (دانمارکی: Michael Damgaard؛ زادهٔ ۱۸ مارس ۱۹۹۰) بازیکن هندبال اهل دانمارک است.